# Suak
Suak is een bestuurslaag in het regentschap Lampung Selatan van de provincie Lampung, Indonesië. Suak telt 4424 inwoners (volkstelling 2010).